# Máramaros

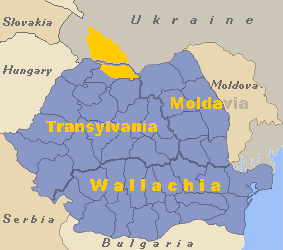
A történelmi Máramaros elhelyezkedése
(sárga színnel jelölve)

Máramaros (románul Maramureș, ukránul Мармарощина (Marmaroscsina), ruszinul Мараморош (Maramoros), jiddisül מאַרמאַראָש (Marmoros)) történelmi tájegység a mai Ukrajna és Románia területén. Régi forrásokban előfordul Máramarosországként. Ukrajnai területe Kárpátalja, romániai területe a Partium részét képezi. Földrajzilag az Északkeleti-Kárpátokban terül el, a következő tájak alkotják:
- Rahói-hegység (ukránul: Рахівський масив)
- Máramarosi-havasok (ukránul: Мараморошський масив, románul: Munții Maramureșului)
- Radnai-havasok (románul: Munții Rodnei)
- Máramarosi-medence (románul Depresiunea Maramureșului)

## Földrajz
Máramaros lényegében egy völgyvidék, amelyet a Keleti-Kárpátok belső vonulatainak északi hegyei határolnak. Nyugatról és délről az Avas-hegység, a Gutin-hegység, a Cibles-hegység és a Radnai-havasok, északról és keletről a Máramarosi-havasok. A völgyből egy szűk nyiladékon, a Huszti-kapun keresztül folyik le a víz Husztnál, melyeket a Tisza gyűjt össze több tucat hegyi patakból. A vidék jelentős része erdőség és nehezen megközelíthető. Huszttól a Borsai-hágóig tart, hossza körülbelül 150 kilométer, legnagyobb szélessége 80 kilométer.
Területének több mint felét a határoló hegyvidékek alkotják, bőven 1000 méter feletti tengerszint feletti magassággal, de előfordulnak 2000 méter feletti hegycsúcsok is (Nagy-Pietrosz - 2303 méter, Hoverla - 2061 méter). Flórájában számos védett növény is megtalálható, mint a tiszafa, a vörösfenyő, a havasi cirbolyafenyő és a havasi gyopár. Faunájában megtalálható a hiúz, a zerge, a havasi mormota, a szirti sas és a siketfajd. Máramaros egykori szimbóluma, az európai bölény 1852-ben kipusztult innen.
1990 óta a Radnai-havasok Nemzeti Park, 2004-től pedig a Máramarosi Nemzeti Park védi a terület értékeit.

## Történelem
A területet az ókorban többféle népcsoport lakta: kelták, dákok, szarmaták, germánok, akatzirok. Az i.e. 1. század során a dák királysághoz tartozott, később a hun birodalomhoz. a gepidák királyságához, az avar kaganátushoz és Fehér-Horvátországhoz. Később a Kijevi Ruszhoz, majd a Magyar Királysághoz tartozott.

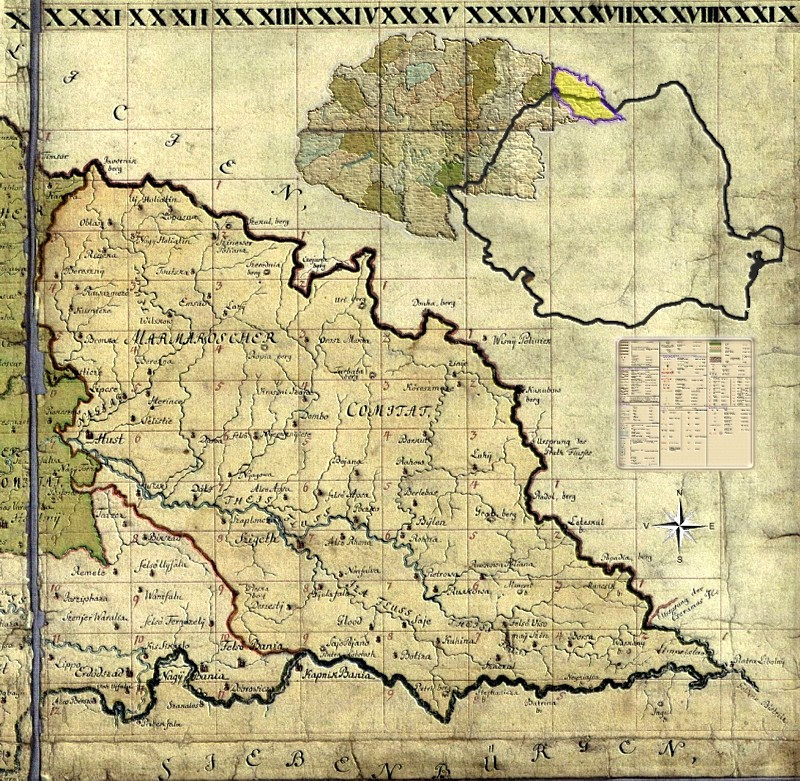
Máramaros vármegye, 1782-85

Magyarország részeként eleinte a gyepű része volt, bizonyos területei Szatmár és Borsova vármegye területére estek. A területen végül a XIV. század elején alakult ki Máramaros vármegye, ahová kenézek telepítették be a román lakosságot. A XVI. századtól Máramaros az Erdélyi Fejedelemség része, 1732-től pedig visszacsatolták a Magyar Királysághoz. Ennek része maradt egészen 1919-ig. Máramaros területét felosztották Csehszlovákia és Románia között - északi része Ruszinföld tartomány része lett, de ezen a területen létezett a rövid ideig fennállt Hucul Köztársaság is. 1939-ben az északi rész visszakerült Magyarországhoz, majd 1940 augusztusában a déli része is, de nem képeztek egy közigazgatási egységet. Az északi rész ugyanis a Máramarosi közigazgatási kirendeltség része lett, míg a déli részén újjászervezték Máramaros vármegyét.
A második világháború után visszaállt a terület kettéosztottsága. Déli része Románia része lett mint Máramaros megye, északi része pedig először a Szovjetunióhoz, ma Ukrajnához került, ahol Kárpátalja része.

## Lakosság
Déli részén a lakosság túlnyomó többségét románok alkotják jelentős magyar, ruszin, ukrán, cipszer, zsidó és cigány kisebbséggel. Az északi részen főként ukránok élnek, jelentősebb román, magyar és német kisebbséggel. Az itteni ukránok a hucul dialektust beszélik. A két terület közt a nyelvhatár nem éles, vannak átfedések. Az 1920-ban véglegesített határok több települést kettévágtak (pl. Técső - Kistécső, a román és az ukrán Nagybocskó, Tiszalonka - Lonka).

## Lásd még
- Máramaros megye
- Máramaros vármegye